# Andrena valeriana
Andrena valeriana är en biart som beskrevs av Hirashima 1957. Andrena valeriana ingår i släktet sandbin, och familjen grävbin. Inga underarter finns listade i Catalogue of Life.